# Polače (arheološki lokalitet)
Polače su arheološki lokalitet u Strožancu, općina Podstrana.

## Opis
Nastalo od 3. do 6. stoljeća. Arheološko nalazište „Polače“ nalaze se u Strožancu istočnom predjelu Podstrane. Polače se nazivaju ostaci kasnoantičke villae rusticae čiji zidovi su očuvani do visine od 5-6 m. Unutar kompleksa jasno se može razlučiti prostorija veličine 7 x 16 m s kontraforama na vanjskoj strani. Zidovi su građeni od manjeg priklesanog kamena, nizanog u redovima s poravnanjima na određenim visinama, debljine 63-67 cm. Ovakvi zidovi bili su ožbukani s obje strane što potvrđuju sačuvani ostaci žbuke. Vila u Polačama kod Strožanca predstavlja izuzetno dobro očuvan primjer kasnoantičke gradnje na području srednje Dalmacije.

## Zaštita
Pod oznakom P-5600 zavedena je kao nepokretno kulturno dobro - pojedinačno, pravna statusa preventivno zaštićena kulturnog dobra, klasificirano kao "arheološka baština".